# Damana
Pour les articles homonymes, voir Damana (Burkina Faso).
Le damana est une langue chibchane parlée en Colombie, dans l'Est et le Nord-Est de la Sierra Nevada de Santa Marta par environ 2 000 Damanas.

## Phonologie
Les tableaux présentent les phomènes du damana, les voyelles et les consonnes

### Voyelles
|         | Antérieure | Centrale | Postérieure |
| ------- | ---------- | -------- | ----------- |
| Fermée  | i [i]      |          | u [u] ũ [ũ] |
| Moyenne | e [e]      | ɨ [ə]    | o [o]       |
| Ouverte |            | a [a]    |             |

### Consonnes
|               |               | Bilabiale | Alvéolaire    | Palatale | Vélaire | Glottale |
| ------------- | ------------- | --------- | ------------- | -------- | ------- | -------- |
| Occlusives    | Sourde        | p [p]     | t [t]         |          | k [k]   |          |
| Occlusives    | Sonore        | b [b]     | d [d]         |          | g [g]   |          |
| Fricatives    | Sourde        |           | s [s]         | š [ʃ]    | x [x]   | h [h]    |
| Fricatives    | Sonore        |           | z [z]         | ž [ʒ]    |         |          |
| Affriquées    | Sourde        |           |               | č [t͡ʃ]   |         |          |
| Affriquées    | Sonore        |           |               | dž [d͡ʒ]  |         |          |
| Nasales       | Nasales       | m [m]     | n [n]         |          |         |          |
| Liquides      | Liquides      |           | l [l]         |          |         |          |
| Roulées       | Roulées       |           | r [r] rr [rr] |          |         |          |
| Semi-voyelles | Semi-voyelles | w [w]     |               |          |         |          |